# Escut antic d'Esterri de Cardós

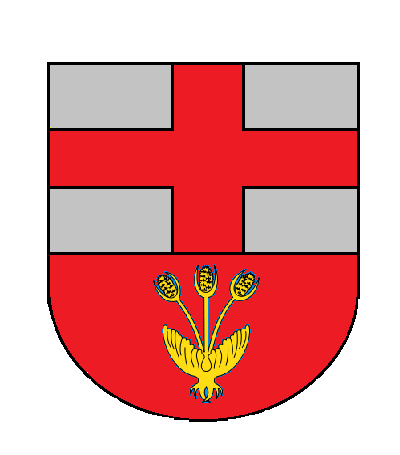
Escut antic d'Esterri de Cardós

L'escut antic d'Esterri de Cardós és l'antic escut municipal del municipi d'aquest nom, a la comarca del Pallars Sobirà.
Perdé vigència en entrar en vigor la normativa catalana sobre els símbols oficials. L'escut antic no s'hi adaptava i, per tant, deixà de tenir validesa oficial. El municipi d'Esterri de Cardós va oficialitzar el seu nou escut el 30 de setembre del 2020.

## Descripció heràldica
Escut truncat. Primer, d'argent, una creu plana de gules. Segon, de gules, un card d'or.